# Żodzino (stacja kolejowa)
Żodzino (biał. Жодзіна, ros. Жодино) – stacja kolejowa w miejscowości Żodzino, w obwodzie mińskim, na Białorusi. Leży na linii Moskwa - Mińsk - Brześć.
Stacja powstała w XIX w. na drodze żelaznej moskiewsko-brzeskiej pomiędzy stacjami Borysów a Wittgenstein.
Od stacji odchodzą bocznice do okolicznych fabryk, w tym do Białoruskiej Fabryki Samochodowej BiełAZ.